# Şükrü Gülesin
Şükrü Gülesin (Istambul, 14 de Setembro de 1922 – Istambul, 10 de Julho de 1977) foi um futebolista turco que atuava como atacante. Segundo o jornal The Guardian, Şükrü detém o recorde absoluto de gols olímpicos, tendo anotado 32 gols desta forma ao longo de sua carreira, o que lhe fez figurar no Guinness Book.
Şükrü atuou nos anos 1940 e 1950 em clubes como Beşiktaş, Palermo, e Lazio, marcando ao todo 226 gols.

## Seleção Turca
Ao todo, Şükrü atuou em 11 partidas pela Seleção Turca, tendo anotado 4 gols. Ele também defendeu a seleção de seu país no Jogos Olímpicos de 1948.